# État des lieux (album)
Albums de La Fouine
Capitale du crime Radio
(2024)
Singles
1. État des lieux (Part. 1 & 2) (feat. Ninho)
Sortie : 11 avril 2025

État des lieux est le neuvième album studio du rappeur français La Fouine. Sorti le 11 avril 2025, il fait suite à l'album XXI publié en 2021.

## Présentation
L'album est un album surprise et comporte 17 pistes et inclus des featurings avec les rappeurs Ninho, Nessbeal, Genezio, KLN ainsi que la chanteuse Merveille.  
Le jour de la sortie de l’album, La Fouine sort les clips de État des lieux (Part. 1 & 2) en featuring avec Ninho.

## Liste des pistes
| 1.    | Intro 2025                             | Biggie Jo                                      | 2:07 |
| 2.    | État des lieux (Part. 1) (feat. Ninho) | TripleNBeat, Nask, Beid                        | 1:56 |
| 3.    | État des lieux (Part. 2) (feat. Ninho) | FRAXILLE, Shayaa                               | 2:09 |
| 4.    | Légendaire                             | Le White                                       | 1:58 |
| 5.    | Léo                                    | Biggie Jo, Canardo                             | 2:40 |
| 6.    | CR7 (feat. Nessbeal)                   | Biggie Jo                                      | 3:05 |
| 7.    | Musique intemporelle                   | Alik & Yako, XKZOO, H-Chen                     | 2:28 |
| 8.    | Quand je reviendrai (feat. Genezio)    | Biggie Jo, Yna Beats, Lamborgwhilly            | 2:43 |
| 9.    | O block                                | Alik & Yako, H-Chen, XKZOO, Il Pazzo, Le White | 2:12 |
| 10.   | Lettre à Zyed et Bouna                 | Biggie Jo                                      | 2:23 |
| 11.   | Refaire ce monde (feat. Merveille)     | Gaby, Nask, TripleNBeat                        | 2:40 |
| 12.   | Faudra s'y faire                       | Biggie Jo                                      | 2:33 |
| 13.   | Zeus                                   | Biggie Jo                                      | 2:20 |
| 14.   | Mektoub (feat. KLN)                    | Biggie Jo                                      | 2:33 |
| 15.   | My Man                                 | Biggie Jo                                      | 3:08 |
| 16.   | Je t'ai aimée                          | Biggie Jo, Farfadet                            | 2:25 |
| 17.   | Outro (Pars pas)                       | Biggie Jo, Farfadet                            | 2:25 |
| 41:45 |                                        |                                                |      |

## Clips vidéos
- État des lieux (Part. 1 & 2) (feat. Ninho) : 11 avril 2025

## Titres certifiés en France
- État des lieux (Part. 1) (feat. Ninho) Or[3]

## Classement et certifications

### Classement par pays
| Classements (2025)           | Meilleure position |
| ---------------------------- | ------------------ |
| Suisse (Schweizer Hitparade) | 22                 |
| France (SNEP)                | 2                  |
| Belgique (Wallonie Ultratop) | 16                 |

### Certifications et ventes
| Pays          | Certification | Unités |
| ------------- | ------------- | ------ |
| France (SNEP) |               | 26080  |